# Autolytus varius
Autolytus varius är en ringmaskart som beskrevs av Treadwell 1914. Autolytus varius ingår i släktet Autolytus och familjen Syllidae. Inga underarter finns listade i Catalogue of Life.